# Pierre Auguste François de Burcy
Pierre Auguste François de Burcy, né le 7 décembre 1748 à Caen, mort au combat le 26 novembre 1793 à Gundershoffen), est un général de brigade de la Révolution française.

## Biographie
Il entre en service comme gendarme à la compagnie de Berri le 30 mars 1768, devient gendarme de la garde le 25 septembre 1771 et est réformé le 1er juin 1776. 
À la Révolution il est élu lieutenant de la garde nationale de Caen le 25 juillet 1789, il est nommé capitaine aide-major le 15 septembre 1789 et major le 15 avril 1791. Lieutenant de la gendarmerie nationale le 17 juin 1791, il reçoit la croix de Saint-Louis le 17 juin 1792 et le 20 novembre suivant, il est chef de brigade de la 2e division de gendarmerie de Lunéville. Il sert à l'armée de la Moselle et y gagne le grade de général de brigade le 11 septembre 1793. 
Commandant de l'avant-garde du corps des Vosges, il est suspendu de ses fonctions par le Conseil exécutif le 25 brumaire an II (15 novembre 1793), en vertu du décret qui excluait des armées ceux qui avaient servi la maison du roi. Il n'a pas le temps d'obéir à cet ordre, car il périt au combat de Gundershoffen, près de Reichshoffen le 6 frimaire an II (26 novembre 1793). Son cheval s'étant abattu, il refuse de se rendre et est littéralement haché à coups de sabre. 

## Distinctions
- Il fait partie des 660 personnalités à avoir son nom gravé sous l'arc de triomphe de l'Étoile.

## Sources
- Jacques Charavay, Les généraux morts pour la patrie, 1792-1871 : notice biographiques, Au siège de la société, 1893, 160 p. (lire en ligne), p. 13.